# Anja Bosy-Westphal
Anja Bosy-Westphal (geb. 1972 in Kiel) ist eine deutsche Wissenschaftlerin, Hochschullehrerin und sowohl promovierte Ökotrophologin als auch Ernährungsmedizinerin. Sie ist Professorin für Humanernährung an der Christian-Albrechts-Universität in Kiel und Vizepräsidentin der Deutschen Gesellschaft für Ernährungsmedizin (DGEM).

## Werdegang
Anja Bosy-Westphal studierte Ernährungswissenschaften und Medizin an der Christian-Albrechts-Universität in Kiel. Im Jahr 2004 promovierte sie am dortigen Institut für Humanernährung und Lebensmittelkunde bei Manfred James Müller zum Thema Untersuchungen zum basalen und postprandialen Homocysteinstoffwechsel bei Patienten mit chronischen Lebererkrankungen und nach Lebertransplantation. Ihre Arbeit wurde mit dem Fakultätspreis für Agrarwissenschaften ausgezeichnet.
Im Jahr 2012 wurde Bosy-Westphal Professorin für Ernährung und Diätetik an der Universität Hohenheim in Stuttgart. Im Jahr 2016 wurde Bosy-Westphal an der Kieler Universität zum Doktor der Medizin promoviert. Im Jahr 2017 kehrte sie endgültig  nach Kiel zurück und leitet seitdem die Abteilung Humanernährung am Institut für Humanernährung und Lebensmittelkunde an der Christian-Albrechts-Universität.

### Wissenschaftlicher Beitrag
Bosy-Westphal forscht zur Adipositas, zum Energiestoffwechsel, über funktionelle Körperzusammensetzungsanalyse, die Regulierung des Energiehaushalts sowie Begleiterkrankungen aufgrund eines gestörten Energiehaushalts.

### Engagement und Positionen
Bosy-Westphal ist Mitglied des Wissenschaftlichen Beirats für Agrarpolitik, Ernährung und gesundheitlichen Verbraucherschutz des Bundesministeriums für Ernährung und Landwirtschaft. Ab 2019 gehörte sie dem Vorstand der Deutschen Adipositas Gesellschaft an. In dieser Funktion organisierte Bosy-Westphal den Jahreskongress dieser Fachgesellschaft im Jahr 2020. Im August 2020 wurde Bosy-Westphal zur Präsidentin der Deutschen Gesellschaft für Ernährungsmedizin gewählt.

#### Nahrung und Krankheit
Bosy-Westphal misst der Ernährung eine wesentliche Rolle bei Entstehung und Verlauf chronischer Erkrankungen bei. Da die Ernährung auch eine große Bedeutung für die Prävention solcher Erkrankungen hat, versucht sie gesellschaftliches Bewusstsein für Nachhaltigkeit und ethische Dimensionen der Ernährung zu fördern. Bosy-Westphal kritisiert hingegen Ansätze der „Clinical nutrition“, die stark auf Arzneimittelgabe fokussieren und auf einen Arbeitsmarkt – klinische „Ernährungsteams“ – ausgerichtet sind, der nicht existiert, wie etwa bestimmte Studiengänge privater Anbieter.

#### Nahrung und Ernährungsverhalten
In Reaktion auf den russischen Überfalls auf die Ukraine im Jahr 2022 engagierte sich Bosy-Westphal in einer internationalen Expertengruppe, die Zusammenhänge zwischen Ernährungsverhalten und den aktuellen Herausforderungen von Krieg und Klimakrise herstellte. Sie forderte, darauf hinzuarbeiten, dass nachhaltigere und eine mehr pflanzlich basierte Nahrung zukünftig die günstigste und einfachste Ernährungsoption wird. In diesem Zusammenhang sieht Bosy-Westphal die Politik in der Verantwortung, dafür zu sorgen, dass die Preisgestaltung der Nahrungsmittel transparent, deren Kennzeichnung eindeutig und „Ernährungswelten“ anders gestaltet werden.

## Publikationen (Auswahl)
Bosy-Westphal hat mehr als 240 wissenschaftliche Beiträge publiziert. Zudem verfasste sie Beiträge zu Fachbüchern, so zum Beispiel Klinische Pathophysiologie (10. und 11. Auflage) oder Ernährungsmedizin (5. Auflage) – beides Thieme-Verlag.

### Fachartikel
- mit M. J. Müller: Diagnosis of obesity based on body composition-associated health risks-Time for a change in paradigm in Obesity Reviews, Januar 2021
- mit M. J. Müller: Postparum Weight Retention in Women with Obesity in The Journal of Clinical Endocrinology & Metabolism, Juni 2020 1;105(6)
- mit M. J. Müller: Effect of Over- and Underfeeding on Composition and Related Metabolic Functions in Humans in Current Diabetes Reports, November 2019 4;19(11)
- mit A. Nas, F. Büsing, F.A. Hägele, M. Hasler, M.J. Müller: Impact of energy turnover on fat balance in healthy young men during energy balance, caloric restriction and overfeeding in British Journal of Nutrition, Oktober 2019 11;1-27
- mit W. Braun, V. Albrecht, M.J. Müller: Determinants of ectopic liver fat in metabolic disease in European Journal of Clinical Nutrition, Februar 2019 73(2)

### Fachbücher, als Beitragende
- Anja Bosy-Westphal, M. J. Müller, J. Westenhöfer, C. Löser und O. Selbert: Ernährungsmedizinische Untersuchungen, in Ernährungsmedizinische Praxis. Diagnostik, Prävention, Behandlung, Springer Medizin Verlag 2007, ISBN 978-3-540-38230-0.
- Anja Bosy-Westphal, M. J. Müller, H. Hauner: Definition – Klassifikation – Untersuchungsmethoden, in Adipositas. Atiologie, Folgekrankheiten, Diagnostik, Therapie, Springer Medizin Verlag 2013, ISBN 978 3 642 22854 4.
- Anja Bosy-Westphal, K. Georg Kreymann, Manfred J. Müller: Repetitorium Ernährungsmedizin: Zur Vorbereitung und Prüfung für die Zusatzweiterbildung, Springer Medizin Verlag 2024, ISBN 978-3662675236.